# Великий Азясь
Великий Азя́сь (рос. Большой Азясь, ерз. Большой Азясь) — село у складі Ковилкінського району Мордовії, Росія. Адміністративний центр Великоазяського сільського поселення.

## Географія
Розташоване на березі однойменної лісової річки, яка в середині 19 століття була повноводною (назва-гідронім), за 29 км від районного центру Ковилкіно на кордоні з Атюр'євським та Торбеєвським районами.

## Історія
Село Великий Азясь виникло в 17-18 століттях та належало відомій родині Українцевих, які займали важливе місце в столичній та провінційній бюрократичній ієрархії. У «Списку населених місць Пензенської губернії» (1869) Великий Азясь — село з 168 дворів Краснослободського повіту. За даними 1913 року, Великий Азясь — центр волості, де проживало 1591 особа. Були кузні, пивні, чайні, 2 храми (1773, 1800), зруйновані у 1930-ті роки.
Не оминув село «тверезий бунт» (1859), що прокотився по Росії. До революції село належало до Краснослободського повіту Пензенської губернії.
У 1918 році в селі спалахнув антирадянський заколот: селяни розігнали волосну та сільську ради, розправилися з радянськими працівниками. У 1919 році відбулося Великоазяське повстання, що носило релігійно-монархічний характер. У 1929 році було створено колгосп ім. В. І. Леніна. Колективізація супроводжувалася селянськими виступами. Під час одного з них в 1931 році загинув організатор колгоспу Є. Д. Бичков.
До кінця 20 ст. Великий Азясь був центральною садибою колгоспу «Мир», в 1997 році був перетворений в СГВК (зерново-тваринницьке господарство).

## Населення
Населення — 237 осіб (2010; 260 у 2002).
Національний склад станом на 2002 рік:
- росіяни — 62 %

## Господарство
Зараз у селі є:
- середня школа,
- Будинок культури,
- бібліотека,
- 2 крамниці,
- медпункт,
- відділення зв'язку;
- церква великомученика Дмитра Солунського.

Вулиці заасфальтовані, проведений газ.
Поміщики будували перші церкви в своїх селах ще 300 років тому. Зокрема, думний дяк Є. І. Українцев, що побудував спочатку два храми в своїх примокшанських маєтках (1668 і 1678), у 1693 році звів дерев'яну Спасо-Преображенську церкву з боковим вівтарем на честь Димитрія Солунського в селі Великий Азясь. Другий дерев'яний храм, Успенський, з боковим вівтарем в ім'я Дмитра Солунського, був побудований у 1773 році і перебудований в 1864—1666 роках. Був і третій дерев'яний храм, Троїцький (1800, перебудований в 1862).
Церква великомученика Димитрія Солунського побудована в 1904 році за типовим проектом, розробленим відомим архітектором К. А. Тоном в 1838 році. П'ятиглава, однотипна з Микільською церквою м. Саранська, але без трапезної та дзвіниці. Головний храм був освячений в 1904 році на честь Живоначальної Трійці, приділ — на честь Успіння Пресвятої Богородиці. Через кілька років були зведені окремо дзвіниця та другий боковий вівтар — в ім'я великомученика Димитрія Солунського.
Закрита на початку 1930-их років. У радянський час чотири малих куполи були знесені, а дзвіниця розібрана на цеглу. Сам храм використовувався колгоспом як зерносховище та склад добрив.
У 1989 році, на прохання Ковилкінського райвиконкому, будівлю церкви було передано місцевій православній парафії. З благословення архієпископа Пензенського і Саранського Серафима (Тихонова) храм було названо на честь великомученика Димитрія Солунського, і в ньому почали проводитися богослужіння.
Силами парафіян були проведені необхідні ремонтні та реставраційні роботи, після чого, в 2004 році, на 100-річчя храму, під час святкового богослужіння він був освячений архієпископом (нині митрополитом) Саранським і Мордовським Варсонофієм.
Настоятель храму — протоієрей Георгій Овтін.